# 目白研心中学校・高等学校
目白研心中学校･高等学校（めじろけんしん ちゅうがっこう・こうとうがっこう）は、東京都新宿区中落合四丁目に所在し、中高一貫教育を提供する私立中学校・高等学校。 
高等学校において、中学校から入学した内部進学の生徒と高等学校から入学した外部進学の生徒と間では、第1学年から混合してクラスを編成する併設型中高一貫校。中学・高校共に2009年度（平成21年度）に共学化し学校名が目白学園中学校・高等学校から目白研心中学校・高等学校に変更された 。キャンパス内に系列校の目白大学も併設している。

## 概要

### 学園全体
1923年（大正12年）、創立者の佐藤重遠が男子校である研心学園を設立。目白商業学校を経て、1944年(昭和19年)に目白女子商業学校として女子校に転換。1948年には学校名を目白学園中学校・高等学校に改め、その後約半世紀の間、女子教育の道を歩む。2009年より目白研心中学校・高等学校と改称し、男女共学となった。

### 建学の精神
学園創立者、佐藤重遠の示した『主・師・親』。
『主』は社会に対する貢献を、『師』は師とともにひたむきに学ぶ姿勢を、『親』は家族をはじめ自分を支えてくれる人々への感謝の心を表す。
「主・師・親」の教えを 達成するために、校訓として 「誠実」「敬愛」「感謝」の 3つを掲げる。

### 象徴

#### シンボルマーク
上下に伸びる楕円と三角形により構成されたシンプルなシンボルマークは、宇宙、連鎖、調和、さらにバランスのとれた健全な生命などを象徴する『 円 』が限りなく上昇する姿を表したもので、目白学園の特性であるグローバル性、また建学の精神等も表している。
1994年 末広峰治デザイン室（現・パワーデザイン）の末広峰治により制作された。

#### スクールカラー
シンボルマークに使用されているメインカラーは、MGブルーとMGイエローの2色。（※MGとはMejiro Gakuenの頭文字）　MGブルーには、地球・自然・若さ・希望などのイメージが込められ、MGイエローには、光・歓び・自由・創造・発見などの意味が象徴されている。

#### 校歌
作詞：小林俊三、作曲：加藤義登。　目白学園校歌（外部リンク）

## 沿革
- 1923年 - 研心学園を創設。
- 1929年 - 財団法人目白学園を設立。目白商業学校を設置。
- 1944年 - 教育ニ関スル戦時非常措置方策によって目白女子商業学校に転換。
- 1948年 - 学制改革により目白学園中学校と目白学園高等学校に改組。
- 1951年 - 目白学園を財団法人から学校法人に改組。
- 1959年 - 目白学園幼稚園を開設。
- 2000年 - 目白学園幼稚園を廃止。
- 2002年 - 目白学園高等学校が文部科学省よりスーパー・イングリッシュ・ランゲージ・ハイスクール（第1期）に指定される。
- 2009年1月 - 新校舎（5号館）落成。
- 2009年4月 - 目白研心中学校・高等学校に名称変更、並びに男女共学化。

## 教育の基本的特色
古くから英語コミュニケーション能力の育成や国際交流に力を入れ、独自の英語教育プログラム「ACE(エース) Program」を実施している。2002年には文部科学省よりスーパー・イングリッシュ・ランゲージ・ハイスクール（SELHi）の指定を受けた。
2009年度からの男女共学化に向け新校舎を建設。また、独立行政法人科学技術振興機構が推進するサイエンス・パートナーシップ・プロジェクト（SPP）の採択を受けるなど、理数教育にも力を入れている。
中学では3年生の7月に、カナダのバンクーバーに10日間の短期留学を行う。

## カリキュラム
特別進学コース（理系特進・文系特進）・総合コース（英語選抜・理系選抜・文系選抜）・Super English Corseの3つのコースが設置されている。
特別進学コースは国公立大学・難関私立大学、選抜クラスは文理系有名私立大学の現役合格をそれぞれ目指している。総合コースは生徒の進学希望に応えられるよう、高校2年進級時に英語選抜、理系選抜、文系選抜の3つのクラスに分かれる。放課後講習（ステップアップ講習、フォローアップ講習）や、夏・冬・春期休暇中の講習、土曜講座などを実施している。特別進学コースは夏期休暇中に2泊3日の勉強合宿も行う。
Super English Corseは2年次に2ヶ月間留学制度がある。

## 新構想学校・喜学研心

### 環境への取り組み
- 地球環境と低炭素社会へ貢献するため「目白学園環境宣言」の下、省エネルギー対策、ゴミ・環境対策、リサイクル対策、緑化対策など全学的な取り組みを推進している。

## 制服
男子
ネイビーのブレザーとスラックスの組み合わせ(中学生、高校生共通)。　
スラックスはネイビーとグレーの2種類で、どちらを合わせるのも自由。
ネクタイの色は中学生が赤、高校生が紺のストライプ。
女子
冬服、夏服共にセーラー服(中学生、高校生共通)。
冬服にはオフホワイトのイートンジャケット（通称白ブレ）を重ね着することができる。
中学は赤のスカーフ、高校は紺のスカーフ。
前身である目白学園中学校・高等学校(女子校)時代から引き継いだもので、共学化に際しては白ブレのワッペンが変更されたのみ。
男女両方とも靴下は指定。

## クラブ活動

### 中学校
- 演劇部
- 理科部
- 写真部
- ESS部
- 放送部
- 美術部
- 硬筆部
- 書道部
- 華道部
- 文芸部
- 合唱部
- 吹奏楽部
- 調理研究部
- 邦楽研究部
- 漫画研究部
- コンピュータ部
- アートフラワー部

### 高等学校
- チアリーディング部 POLARIS
- サッカー部
- 野球部
- バスケットボール部
- バレーボール部
- バドミントン部
- ソフトテニス部
- 硬式テニス部
- ラクロス部
- ダンス部
- 弓道部
- 剣道部
- 体操部
- 卓球部
- 陸上部

- 理科部
- 写真部
- ESS部
- 工芸部
- 演劇部
- 放送部
- 合唱部
- 美術部
- 書道部
- 硬筆部
- 華道部
- 茶道部
- 吹奏楽部
- 軽音楽部
- 国際文化部
- 邦楽研究部
- 調理研究部
- 漫画研究部
- 文学研究部
- ボランティア部
- アートフラワー部
- レザークラフト部
- コンピューター部

## 学校関係者と組織
- 創立者　佐藤重遠・佐藤フユ
- 理事長　尾﨑春樹（8代目）
- 学校長　松下秀房

### 著名な出身者
- 山崎栄次郎 - 元墨田区長　/ 目白商業卒業
- 小牧正英 - バレエダンサー / 目白商業卒業
- 南昇竜 - 陸上競技選手 / 目白商業中退
- 勝田興 - プロ野球選手 / 目白商業卒業
- 星野晶子 - 女優
- 酒井和歌子 - 女優
- 嘉手納清美 - 女優・歌手
- 高村ルナ -女優・歌手（ゴールデンハーフ）
- 牧葉ユミ - 歌手
- 川崎たか子 - 女優
- 小松蓉子 - 女優
- 入山法子 - 女優・ファッションモデル
- 甲賀瑞穂 - モデル
- 安藤幸代 - アナウンサー
- 安田愛 - チアリーダー
- 中村アン - ファッションモデル・タレント
- 川崎希 - タレント

## その他
- プールがないので水泳の授業もない。
- 学校指定のジャージが2018年度から変更された。
- テレビドラマのロケ地として使用されることが多い。(美少女戦士セーラームーン (テレビドラマ)、セーラー服と機関銃TVドラマ2006年版)

## 交通
| 路線名             | 最寄り駅     | 出口 | 徒歩所要時間 |
| ------------------ | ------------ | ---- | ------------ |
| 西武新宿線         | 中井駅       | 北口 | 12分         |
| 地下鉄都営大江戸線 | 中井駅       | A2   | 12分         |
| 地下鉄都営大江戸線 | 落合南長崎駅 | A1   | 9分          |
| 東京メトロ東西線   | 落合駅       | 2a   | 14分         |